# ألبرتو زاباتا
البرتو زاباتا (بالإسبانية: Alberto Zapata) (28 فبراير 1979 ببنما في بنما - ) هو لاعب كرة قدم باراغواياني في مركز الهجوم. شارك مع منتخب بنما لكرة القدم. أما مع النوادي، فقد لعب مع أوليمبيا أسونسيون وريال إسبانيا ومكابي نتانيا ونادي تيكوس وPuerto Rico Islanders ‏ ونادي أليانزا ‏ وSan Francisco F.C. ‏ وF.C. Municipal Valencia ‏ وClub Deportivo Universitario ‏ وAlianza F.C. (Panama) ‏ ونادي بيدا وسبورتينغ سان ميغيليتو وS.D. Atlético Nacional ‏ ونادي تاورو ‏.

## روابط خارجية
- ألبرتو زاباتا على موقع إي إس بي إن إف سي (الإنجليزية)
- ألبرتو زاباتا على موقع قاعدة بيانات كرة القدم.إي يو (الإنجليزية)
- ألبرتو زاباتا على موقع ناشيونال فوتبول تيمز (الإنجليزية)
- ألبرتو زاباتا على موقع Soccerway.com (الإنجليزية)
- ألبرتو زاباتا على موقع عالم كرة القدم.نت (الإنجليزية)